# 小柳站 (青森縣)
小柳站（日语：／ Koyanagi eki */?）是位於日本青森縣青森市，屬於青森鐵道青森鐵道線的鐵路車站。本站在筒井站於2014年開業前與鄰站矢田前站皆為線內最晚建成的車站，於日本國鐵轉為民營前5個月才落成使用。車站附近坐落著縣營小柳團地、市營小柳團地、自由之丘等住宅區域，是典型的通勤車站。

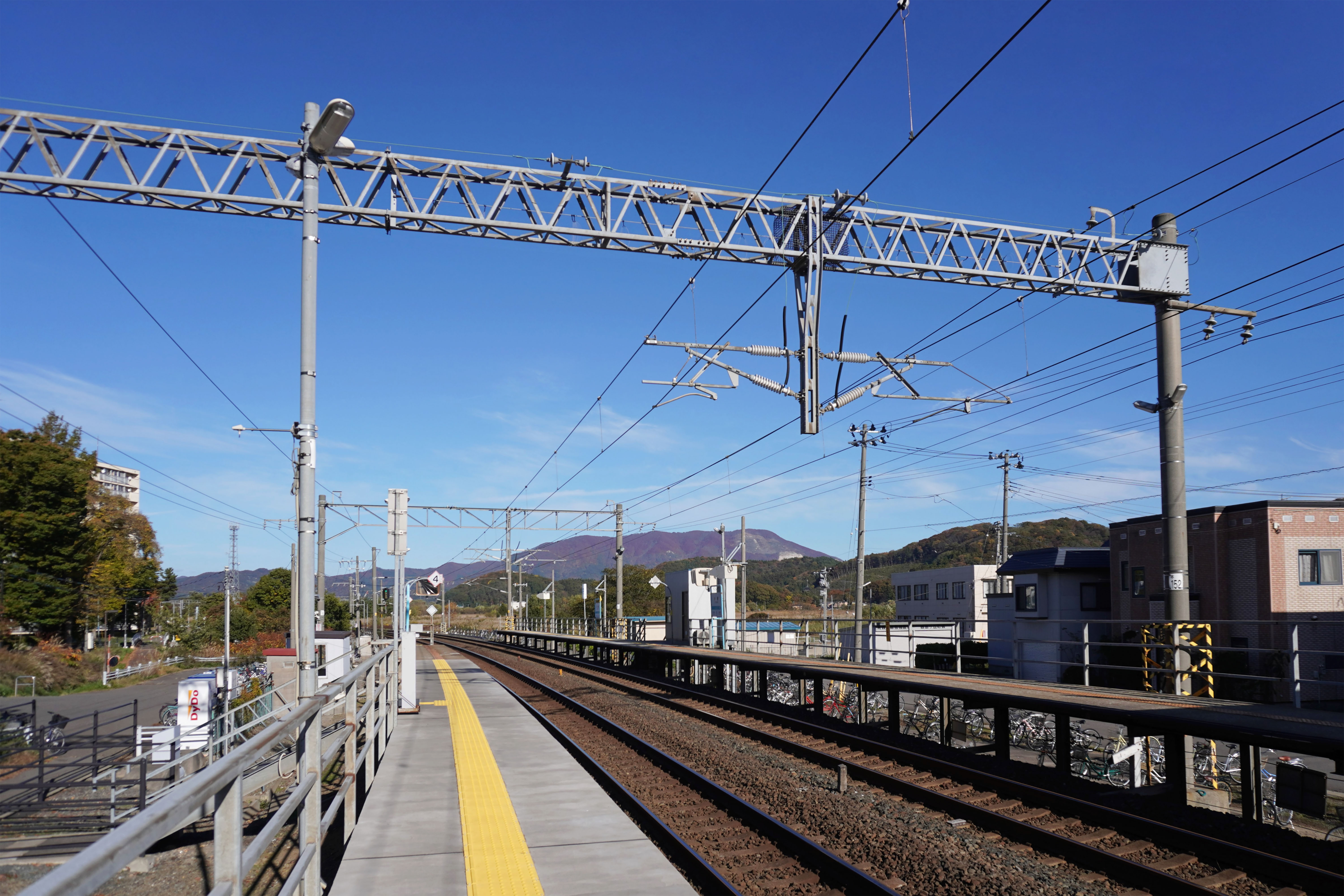
月台（2023年10月）

## 車站結構
本站在設站時已定位為無人簡易車站，因此不建有站房，只設有以角鐵及鋼板所搭建而成的2座側式月台，並有各自的樓梯上落月台，有效長度為6輛。月台之間互不連接，需要利用車站外的地下行人通過來往兩側月台。
由於本站是簡易車站，設施上亦非常簡單，兩邊月台皆為全露天模式；又因闊度偏窄，月台上也沒有裝設候車座椅，只豎立起顯示方向的車站標示牌而已。
上行的候車室設置在站前廣場的路面上；而下行月台上則設有2間小屋，位於末端向矢田前方向的小屋為售票室，內設有自動售票機；月台中央的小屋為候車室。

### 月台配置
| 月台 | 路線        | 方向 | 目的地                     |
| ---- | ----------- | ---- | -------------------------- |
| 北側 | ■青森鐵道線 | 上行 | 淺蟲溫泉、野邊地、八戶方向 |
| 南側 | ■青森鐵道線 | 下行 | 青森方向                   |

## 歷史
- 1986年11月1日：國鐵車站開業。
- 1987年4月1日：國鐵分割民營化，本站由JR東日本繼承經營。
- 2000年12月2日：加停1來回快速「下北」列車。
- 2002年12月1日：取消快速「下北」列車停靠。
- 2010年12月4日：隨東北新幹線全線開業，本站由青森鐵道繼承經營。同日起加停快速列車。

## 使用人數
《青森縣統計年鑑》及《青森市統計書》均沒有刊載有關本車站的使用量。而根據國土交通省「國土數值情報」，本站是撇除與JR共營的青森站及八戶站後，使用量第七高的車站，以下為本站1日平均上下車人次：
| 乘降人員推算 | 乘降人員推算     |
| 年度         | 1日平均 乘降人次 |
| ------------ | ---------------- |
| 2011         | 559              |
| 2012         | 580              |
| 2013         | 543              |
| 2014         | 546              |
| 2015         | 734              |
| 2016         | 741              |
| 2017         | 1,055            |
| 2018         | 1,085            |
| 2019         | 1,038            |
| 2020         | 850              |
| 2021         | 894              |
| 2022         | 905              |

## 相鄰車站
青森鐵道
■青森鐵道線
■普通
矢田前－小柳－東青森

## 外部連結
- 青森鐵道小柳站（页面存档备份，存于）（日語）
- JR東日本時代的小柳站。（日語）